# Территория Йемена, контролируемая хуситами
Территории Йемена, контролируемые хуситами — районы Йемена, находящиеся под фактическим управлением хуситов, зейдитско-шиитской возрожденческой политической и военной организации. Хуситская администрация является оппозицией международно-признанному правительству Йемена, целями которой является распространение власти на всю территорию Йемена и продолжение поддержки внешних движений против Соединённых Штатов, Израиля и Саудовской Аравии. Из-за идеологии хуситов конфликт в Йемене широко рассматривается как один из фронтов непрямого конфликта между Ираном и Саудовской Аравии.
Хуситы были вовлечены в конфликт с правительством Йемена и с бывшим президентом Али Абдаллой Салехом с начала 2000-х годов. Однако их влияние резко возросло во время переворота 2014—2015 годов, в результате которого они захватили столицу страны Сану и вынудили президента Абд-Раббу Мансура Хади бежать. Захват хуситами власти в сентябре 2014 года привёл к военной интервенции под руководством Саудовской Аравии, которая была направлена на восстановление власти Хади. С этого момента хуситы сохранили контроль над значительными частями северного и западного Йемена.

## Государственное устройство
Хуситы создали параллельное правительство, известное как Верховный Политический Совет, со штаб-квартирой в Сане. ВПС управляет гражданскими службами, налогообложением и правоохранительными органами. Их модель управления основана на сочетании племенных сетей, религиозной идеологии и военного контроля. Ключевые аспекты управления хуситов включают в себя:
- Строгие меры безопасности, включая широкомасштабную слежку и задержания политических оппонентов.
- Жёстко регулируемые СМИ и доступ в Интернет.
- Религиозную политику, которая соответствует верованиям зейдитов, которая часто подвергается критике за подавление инакомыслия.
- Экономический контроль, включая налогообложение предприятий и международных организаций по оказанию помощи.

### Международные отношения
Хуситы поддерживают тесные связи с Ираном, который оказывает им военную и логистическую поддержку, но Иран отрицает свою прямую причастность. Хуситы также поддерживают тесные связи с КНДР и, как утверждается, Россией. Их конфликт с Саудовской Аравией привёл к трансграничным атакам, включая ракетные и беспилотные удары по целям в Саудовской Аравии и ОАЭ. По состоянию на 2025 год хуситы также признаны террористической организацией Соединёнными Штатами, Малайзией, Австралией, Канадой, Новой Зеландией и несколькими странами Персидского залива.

### Военная мощь
Несмотря на постоянные авиаудары и наступления, хуситы сохранили свой контроль над северным Йеменом, что делает их одним из самых устойчивых субъектов в регионе. Хуситы также сыграли важную роль в кризисе в Красном море, начав воздушные атаки на десятки торговых и военных судов в Красном море, вызвав сотни авиаударов по ракетным объектам и другим целям со стороны сил США и союзников. Кризис связан с войной в Газе, ирано-израильским конфликтом, американо-иранским конфликтом и йеменским кризисом.

## Административный контроль
По состоянию на 2025 год хуситы контролируют:
- Сана (столица и наикрупнейший город Йемена)
- Большая часть провинций Саада, Амран и Эль-Махвит
- Большие части Хадджи, Ходейды, Дамары, Ибба и Раймы
- Участки Эль-Байды, Мариба и Эль-Джауфа

## Гуманитарная ситуация
Война привела к тяжёлому гуманитарному кризису, в результате которого контролируемые хуситами районы испытывают нехватку продовольствия, экономический спад и ущерб инфраструктуре. Блокада, введённая коалицией во главе с Саудовской Аравией, наряду с внутренними ограничениями на помощь, ухудшила ситуацию. В сообщениях Организации Объединённых Наций и гуманитарных организаций хуситы обвиняются в использовании гуманитарной помощи в качестве инструмента политического давления.
По меньшей мере 56 тыс. мирных жителей и комбатантов были убиты в результате вооруженного насилия в Йемене с января 2016 года. Из-за конфликта начался массовый голод, затронувшему 17 миллионов человек. Нехватка питьевой воды, вызванная истощением водоносных горизонтов и разрушением водной инфраструктуры страны, также стала причиной крупнейшей и наиболее быстро распространяющейся вспышки холеры в современной истории, при этом число предполагаемых случаев превысило 994 751 человек. С момента начала быстрого распространения вспышки в конце апреля 2017 года погибло более 2226 человек.